# Sára Chadímová
Sarasadat Khadem al-sharieh (* 10. března 1997 Teherán), známá jako Sara Khadem nebo česky Sára Chadímová, je íránská šachistka, držitelka titulů mezinárodní mistryně (IM) a velmistryně (WGM).

## Život
Jako dítě měla ráda různé sporty, např. tenis a basketbal. V osmi letech ji jeden z jejích spolužáků přivedl k šachům. Její rodiče šachy nehrají, ale Sáru v její zálibě velice podporovali.

## Šachová kariéra
Chadímová vyhrála asijský šampionát dívek do 12 let v roce 2008, mistrovství světa dívek do 12 let v roce 2009, asijský dívčí šampionát v rapid šachu do 16 let v roce 2012,  a mistrovství světa dívek do 16 let v rapid šachu v roce 2013. V roce 2014 skončila na druhém místě na Mistrovství světa juniorek. 
Chadímová hrála za íránský tým na ženských šachových olympiádách v letech 2012, 2014 a 2016. V lednu 2020 oznámila svou rezignaci z národního týmu, v květnu se však do něj vrátila.
Soutěžila na mistrovství světa žen v šachu 2017, ale v prvním kole ji vyřadila Sopiko Guramishvili.
Stala se vicemistryní na Mistrovství světa žen v rapid šachu a Mistrovství světa v bleskovém šachu žen, která se konala v roce 2018 v Petrohradu.

### Hra bez hidžábu
V prosinci 2022 se Chadímová rozhodla na mezinárodním turnaji v kazašském Almaty hrát bez hidžábu. Íránky jsou přitom povinny nosit hidžáb na veřejnosti, a to i v zahraničí. Chadímová pak dostala několik anonymních varování, aby se kvůli hrozícímu trestu nevracela do Íránu.
Po turnajích si koupila dům ve Španělsku a plánovala se tam se svou rodinou přestěhovat.

## Osobní život
V září 2017 se Chadímová vdala za íránského moderátora a filmového režiséra Ardeshira Ahmadiho. Mají spolu jednoho syna.